# Euphorbia neopedunculata
Euphorbia neopedunculata es una especie fanerógama perteneciente a la familia de las euforbiáceas. Es endémica de Malaui, Tanzania, Burundi, República Democrática del Congo y Zambia.

## Descripción
Es una hierba perennifolia, con una raíz tuberosa de 6 cm de diámetro, produciendo 1-2 tallos leñosos subterráneos de  6 cm de largo, 1-4 tallos anuales , rara vez ramificados, de 2-15 (-20) cm de altura, longitudinalmente estriados.

## Ecología
Se encuentra en las praderas arboladas o abiertos de bosques de Brachystegia con suelos arenosos o arcillosos; a una altitud de 450-1525 metros.
Es una especie cercana a Monadenium  nervosum.

## Taxonomía
Euphorbia neopedunculata fue descrita por Peter Vincent Bruyns y publicado en Taxon 55: 414. 2006.
Etimología
Euphorbia: nombre genérico que deriva del médico griego del rey Juba II de Mauritania (52 a 50 a. C. - 23), Euphorbus, en su honor – o en alusión a su gran vientre –  ya que usaba médicamente Euphorbia resinifera. En 1753 Carlos Linneo asignó el nombre a todo el género.
neopedunculata: epíteto latino con el prefijo neo para diferenciarlo de la especie ya existente de Euphorbia pedunculata.
Sinonimia
- Monadenium pedunculatum S.Carter (1987).[5][6]